# توما موراتا
توما موراتا (انگلیسی: Toma Murata؛ زادهٔ ۲۲ ژوئیهٔ ۲۰۰۰) بازیکن فوتبال است.